# Abarca de Campos
Pour les articles homonymes, voir Abarca.
Abarca de Campos est une commune d'Espagne de la province de Palencia dans la communauté autonome de Castille-et-León. Elle fait partie de la comarque naturelle de Tierra de Campos.

## Toponymie
Nom porté notamment dans les Pyrénées-Atlantiques, pourrait être le surnom d'un savetier (basque abarka (savate), carbatine, en castillan abarca).